# László Rajk
László Rajk (Székelyudvarhely, 8 marzo 1909 – Budapest, 15 ottobre 1949) è stato un politico ungherese.

## Biografia
Entrato giovanissimo nel Partito Comunista Ungherese. Più tardi, è espulso dalla sua università per le sue idee politiche e lavora come operaio nell'edilizia sino al 1936, anno in cui, durante la guerra civile di Spagna partì volontario per arruolarsi nelle brigate internazionali, ricoprendo la carica di segretario politico della brigata ungherese Rákosi. È fatto prigioniero in Francia sino al 1941 e quindi è autorizzato a tornare in Ungheria. Rientrato in patria, fece parte dei movimenti di resistenza contro il regime di Miklós Horthy; fu arrestato e tenuto incarcerato prima in Ungheria e poi in Germania dal 1941 al 1945. Doveva essere giustiziato ma l'intervento di suo fratello, Endre Rajk, sottosegretario del Partito delle Croci Frecciate (filo-nazista ed antisemita), gli salvò la vita. È liberato il 13 maggio 1945 all'arrivo dell'Armata Rossa.
Tra il 1946 e il 1948 Rajk fu Ministro degli interni del governo comunista ungherese fino all'arresto il 16 giugno 1949. Nell'ottobre del 1949 fu condannato a morte per alto tradimento, insieme ad altri esponenti comunisti, e impiccato. Secondo l'accusa, Rajk avrebbe complottato con il Vaticano, con Tito e con gli Stati Uniti per rovesciare il governo comunista ungherese.
Sette anni più tardi, l'allora segretario del Partito Ungherese dei Lavoratori Mátyás Rákosi annunciò che il processo Rajk, come altri, era basato su accuse false riabilitandolo. Da evidenziare che alcuni anni più tardi János Kádár, nuovo premier ungherese, rivelò che anche Rákosi si era reso responsabile di processi politici condotti contro membri attivi del movimento operaio basati su false accuse, allo scopo di conquistare e conservare la direzione del partito.